# Cactus and Succulent Journal
Cactus and Succulent Journal (abreviado Cact. Succ. J. o Cact. Succ. J. (Los Angeles)) es una revista con descripciones botánicas especializada en plantas suculentas, que es editada por Cactus and Succulent Society of America. Se editaron tres volúmenes en 1932 y fue precedida por J. Cact. Succ. Soc. Amer..